# Tetrametilchumbo
Tetrametilchumbo é o agente antidetonante de fórmula química PbCH34.
Junto com o tetraetilchumbo, suas propriedades antidetonantes foram descobertas em 1921 por Thomas Midgley, colaborador de Charles Franklin Kettering nos laboratórios da General Motors.